# ICH9

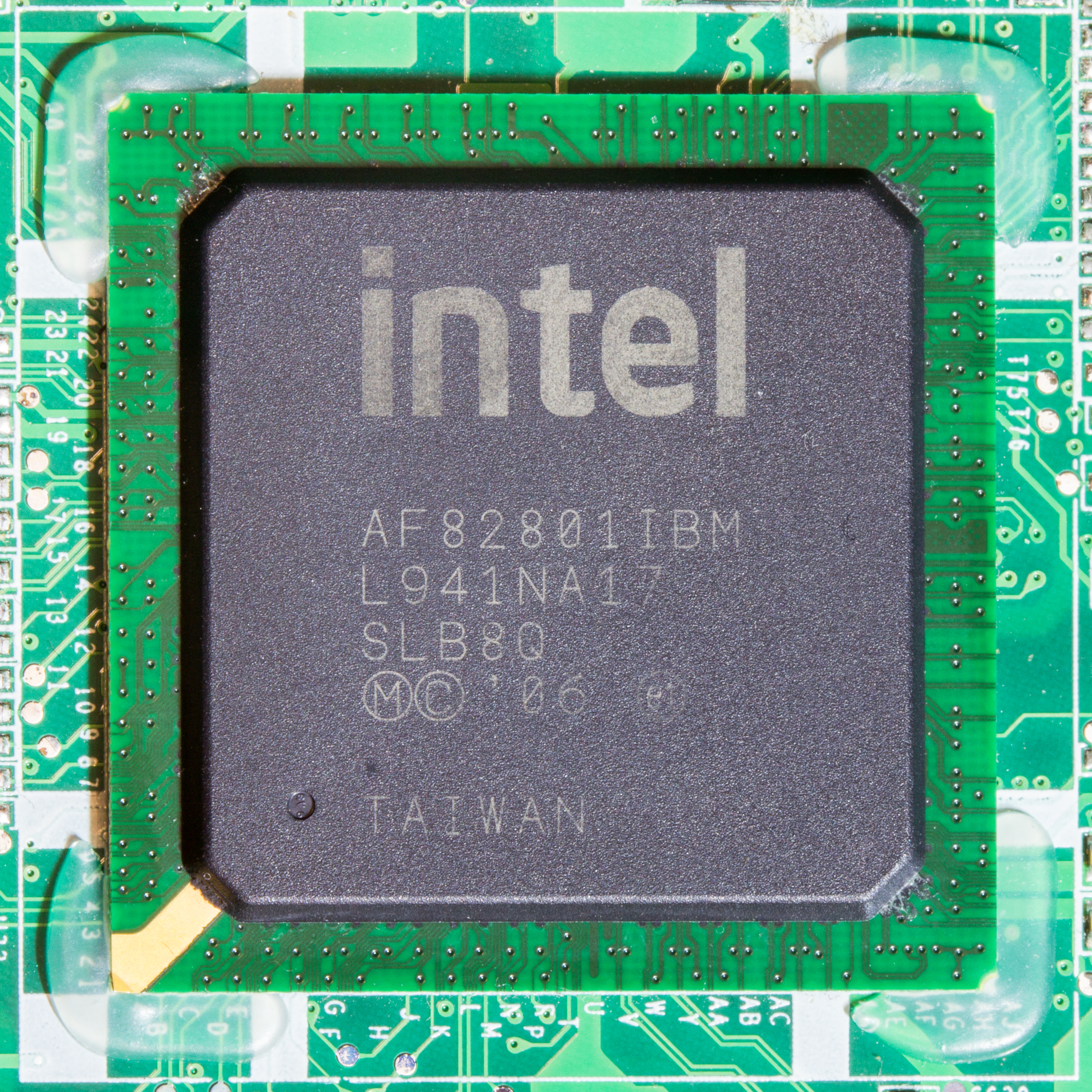
82801IBM (ICH9M) Base Mobile

L'ICH9 è il southbridge introdotto da Intel insieme al chipset Bearlake a metà 2007, come evoluzione del precedente ICH8 che era abbinato all'i975.
Dalla metà del 2008 viene abbinato anche al chipset mobile Cantiga alla base delle piattaforme Centrino 2 e Centrino 2 vPro Montevina.

## Caratteristiche tecniche

### Processo produttivo
L'ICH9 è prodotto package Ball Grid Array 676, diversamente dal 652 usato per i modelli precedenti, e sfrutta il processo produttivo a 130 nm. Pur essendo costituito da 4,6 milioni di transistor, il suo consumo rimane lo stesso del predecessore ICH8 assestandosi sui 4 W.
Intel ha apportato molti miglioramenti riguardanti la gestione delle periferiche di archiviazione e USB 2.0. L'ICH9 offre prestazioni USB migliori rispetto a ogni altro chipset sul mercato, e le prestazioni RAID (disponibili in modalità 0,1,5,10,Matrix) sono leggermente superiori rispetto a quelle offerte dai chipset precedenti ICH8 e ICH7. Discutibile la mancanza di supporto al PATA, il che ha costretto i costruttori di schede madri, dato il gran numero di periferiche PATA ancora in commercio (in particolar modo nel settore del optical storage), di implementare un chip aggiuntivo che prevedesse tale funzionatità.

### Nuove funzionalità
In modalità RAID 1, l'ICH9-R (l'unico a consentire l'utilizzo di hard disk in RAID) utilizza il secondo disco per velocizzare la lettura, dato che il dato è disponibile su entrambi i dischi. Ovviamente l'aumento di prestazioni non può essere certo paragonato a quello ottenibile con una modalità RAID 0, ma si tratta comunque di un valido tentativo di migliorare le ridotte prestazioni di una modalità RAID che trova il suo tallone d'achille proprio nella velocità di trasferimento e nel tempo d'accesso.
Intel fornisce anche la tecnologia Rapid Recovery che è di fatto un RAID modificato, dato che crea un'immagine del disco fisso di sistema e ne memorizza una copia esatta su di un disco secondario. in caso di guasto del disco primario, il sistema può quindi essere rimesso in sesto in breve tempo.
Vera novità introdotta con l'ICH9 è il moltiplicatore di porte SATA che permette di collegare fino a 4 dispositivi Serial ATA ad un'unica porta. Tale funzionalità trova la sua vera utilità non nelle porte SATA interne di un sistema, che nelle motherboard basata su ICH9 sono fino a 6 con supporto NCQ (Native Command Queuing), ma nelle porte eSATA, dato che con un singolo cavo si potranno collegare più dispositivi esterni.
Le versioni disponibili sono le seguenti:
- ICH9 - versione "base"
- ICH9-R - supporto RAID
- ICH9-DH - Digital Home

## Il successore
Il successore di ICH9 è stato, banalmente, ICH10 arrivato sul mercato nel corso del 2008 abbinato al chipset Eaglelake, successore di Bearlake.